# Dactylogymnadenia eyranensis
Dactylogymnadenia eyranensis là một loài thực vật có hoa trong họ Lan. Loài này được (G. Keller & Jeanj.) Soó mô tả khoa học đầu tiên năm 1966.